# Bardolino

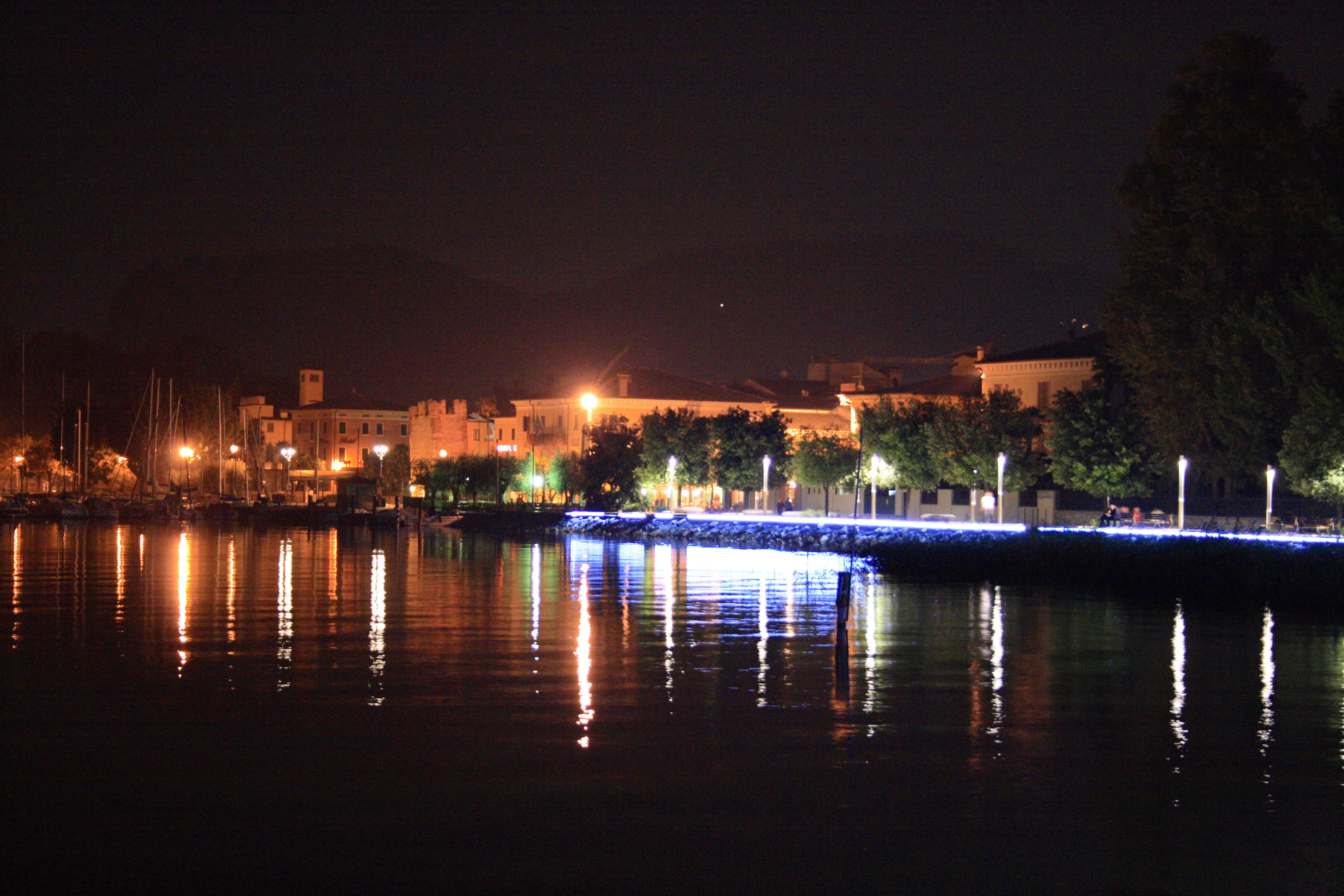
Miejscowość nocą

Bardolino – miejscowość i gmina we Włoszech, w regionie Wenecja Euganejska, w prowincji Werona.
Według danych na rok 2004 gminę zamieszkiwało 6315 osób, 116,9 os./km².